# 帕哈龙西略
帕哈龙西略，是西班牙卡斯蒂利亚-拉曼恰昆卡省的一个市镇。总面积57平方公里，总人口93人（2001年），人口密度2人/平方公里。